# Sericodoria sericea
Sericodoria sericea là một loài ruồi trong họ Tachinidae.